# Бухта Єлени
«Бухта Олени» («Бухта Елены») — радянський художній фільм 1963 року, знятий на Кіностудії ім. О. Довженка.

## Сюжет
1960-і роки. Молодий лейтенант Дмитро Лазаренко, випускник Каспійського військово-морського училища, який отримав блискучу характеристику і хорошу рекомендацію, призначається командиром «420-м», кращим торпедним катером дивізії. Йому належить перший вихід у відкрите море, перша перевірка на мужність і знання…

## У ролях
- Юрій Леонідов — Шувалов, командир дивізіону
- Юрій Гребенщиков — Лазаренко, лейтенант
- Володимир Гусєв — Андрій
- Нонна Терентьєва — Олена Токмакова
- Лев Перфілов — Синиця
- Валерій Бессараб — Солодков
- Олег Жаков — Сергунін
- Микола Гаврилов — Максимов
- Антоніна Максимова — Віра Павлівна
- Ірина Соколова — Аня
- Володимир Сальников — Лопаткін
- Лев Жуков — Сомов
- Сергій Богачов — епізод
- Юрій Максимов — епізод
- Вітольд Янпавліс — епізод
- Григорій Тесля — старий рибалка
- Володимир Титаренко — епізод

## Знімальна група
- Режисери-постановники — Леонід Естрін, Марк Ковальов
- Сценаристи — Юрій Гутін, Юрій Шовкуненко
- Оператори-постановники — Наум Слуцький, Микола Топчій
- Композитор — Ігор Шамо
- Художник-постановник — Віктор Мигулько
- Художник по костюмах — Лідія Байкова
- Режисер монтажу — Єлизавета Рибак
- Звукорежисер — Костянтин Коган
- Директор картини — Давид Яновер